# درايموند غرين
درايموند جمال غرين الأب (بالإنجليزية: .Draymond Jamal Green Sr؛ من مواليد 4 مارس 1990) هو لاعب كرة سلة أمريكي محترف في فريق غولدن ستايت ووريورز التابع للاتحاد الوطني لكرة السلة (NBA). غرين، الذي يلعب في المقام الأول في موقع لاعب قوي متقدم، هو بطل الدوري الأمريكي للمحترفين أربع مرات، وأربع مرات في إن بي أي أول-ستار، وعضو مرتين في فريق أول-إن بي أي، وهو عضو سبع مرات في فريق أول-ديفنسيف وحائز على ميدالية ذهبية أولمبية مرتين. في عام 2017، فاز بجائزة إن بي أي مدافع العام وقاد الدوري في خطف الكرات.
نشأ غرين في ساغينو بولاية ميشيغان، ولعب كرة السلة الجامعية في ولاية ميشيغان، حيث ساعد فريق سبارتانز في الحصول على مباراتين في النهائي الرابع وبطولة بيغ تن في عام 2012. طوال مسيرته الجامعية التي امتدت لأربع سنوات، حصل غرين على المؤتمرات والأوسمة الوطنية، بما في ذلك اتحاد العشرة الكبار سادس رجل في السنة كطالب في السنة الثانية والإجماع على أول-أميريكان والرابطة الوطنية لمدربي كرة السلة لاعب السنة الوطني مع مرتبة الشرف كأحد الكبار. تمت صياغته في المركز 35 بشكل عام في مسودة الدوري الاميركي للمحترفين 2012 من قبل غولدن ستايت ووريورز ولعب لاحقًا دورًا رئيسيًا في فرق بطولة ووريورز 2015، 2017، 2018، و2022.
يُشار إلى غرين، الذي غالبًا ما يلعب دقائق مهمة للووريورز كمركز صغير الحجم في «تشكيلة الموت» (نجوم الووريورز السابقين والحاليين)، كواحد من القادة في اتجاه ناشئ في الدوري الأمريكي للمحترفين من لاعبي الملعب المتعددين القادرين على اللعب والدفاع عن مراكز متعددة، والقيام باللعب لأعضاء الفريق، والمباعدة بين الأرضية.

## الملف الشخصي للاعب
على الرغم من أنه يعتبر أصغر حجمًا للاعب القوي المتقدم عند 6 قدم 6 بوصة (1.98 م)، الأخضر هو مدافع متعدد الاستخدامات، قادر على حراسة جميع المناصب الخمسة كمدافع داخلي ومحيط. يدرس غرين عادات الخصوم، ويعزز استعداده جنبًا إلى جنب مع هيكله العضلي وقوة الجزء السفلي من الجسم، وهو قادر على توليد الارتدادات والسرقة والصدمات. تم اختياره في العديد من فرق إن بي أي أول-ديفنسيف، وحصل على جائزة أفضل لاعب دفاعي في الدوري الأمريكي للمحترفين 2016-2017.
هجوميًا، يمكنه التعامل مع الكرة في فترات الراحة السريعة وتسليم التمريرات لزملائه في الفريق لتسجيل الأهداف. إنه مصوب ثلاث نقاط قادر على توفير المباعدة للهجوم من خلال مد دفاع الخصم. الأخضر أيضًا بارع في التهديف حول السلة. يشكل دفاعه الداخلي المتميز جنبًا إلى جنب مع ذخيرته الهجومية مجموعة مهارات فريدة في اتجاهين.

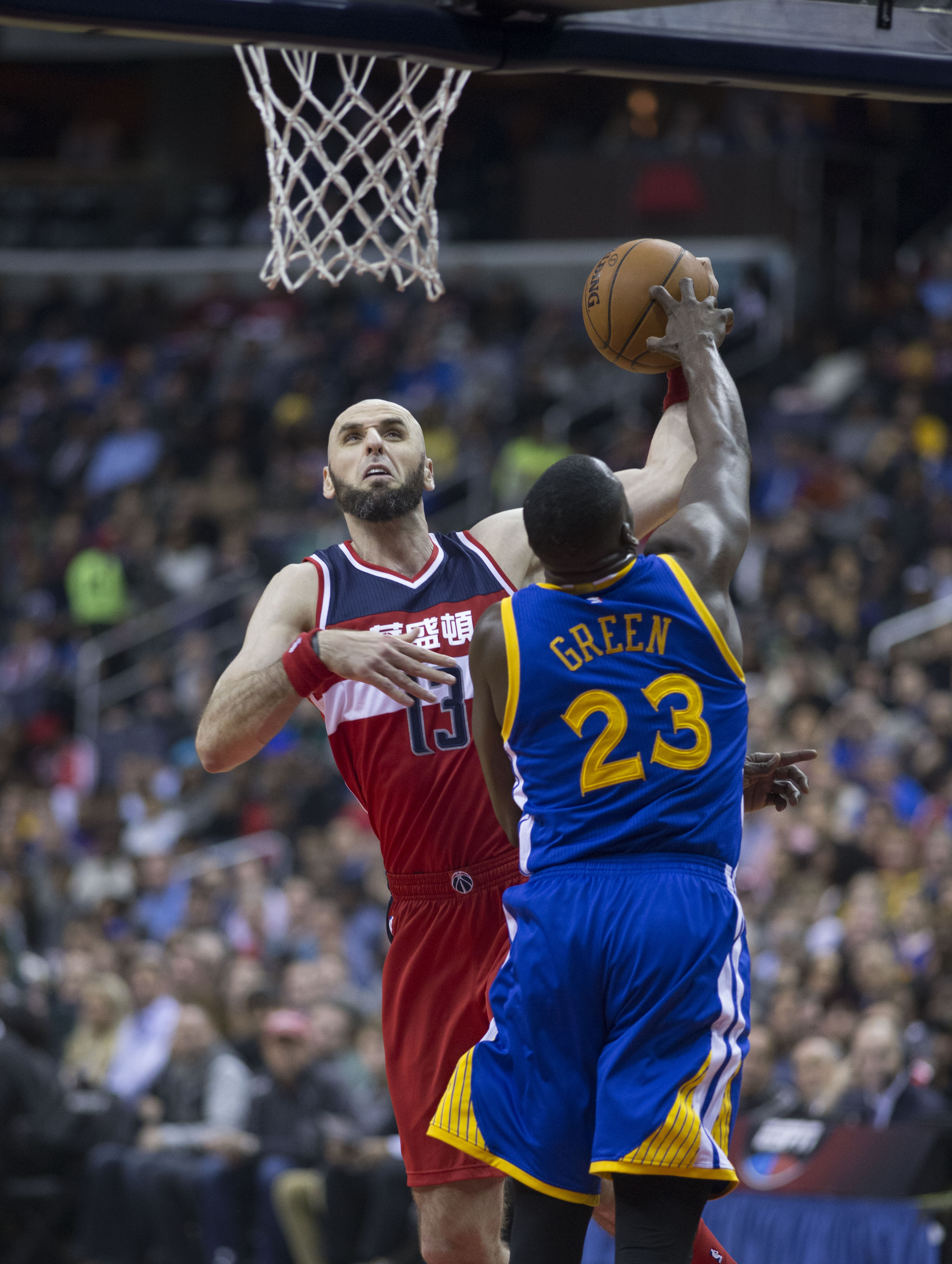
غرين يدافع عن مركز واشنطن مارسين جورتات

تحت تدريب ستيف كير (ولوك والتون على أساس مؤقت)، أصبح غرين حاسمًا في تشكيلة الموت للووريورز كمركز للفريق. مكّن أدائه في هذا المنصب الووريورز من خلق عدد من مشاكل المواجهة لدفاعات متعارضة خلال موسمي 2014–2015 و 2015–16. عندما يلعب كمركز، فإن طول غرين وقوته يسمحان له بالدفاع بمصداقية ومنافسة مراكز الخصم في القائم، على الرغم من أنه يتخلى عن بعض القدرة على الارتداد ضد المعارضين الأطول. ومع ذلك، على الجانب الهجومي، يمكنه التفوق والتمرير والتغلب على معظم المراكز الأخرى في الدوري، مما يؤدي إلى فرص كسر سريعة وتعطيل المجموعات الدفاعية. أدى هذا التنوع والكفاءة في المنصب إلى قيام العديد من المحللين بمناقشة غرين على أنه يجسد الاتجاه المستقبلي للمركز المركزي في الدوري الأمريكي للمحترفين، حتى أن البعض وصفه بأنه أفضل مركز في الدوري.
خلال موسم 2015–16، زاد غرين بشكل كبير من دوره في اللعب في الفريق، حيث ضاعف متوسط تمريراته إلى 7.4 قائد فريق في المباراة - وهو جيد للمركز السابع في الدوري وأكثر تمريرات حاسمة من أي قوة مهاجم في ذلك العام. تم الاستشهاد مرارًا وتكرارًا بمناولة غرين للكرة ورؤية المحكمة وعدم أنانيته في دور تقدمي النقطة كسبب لتحسن المحاربين من 2014–2015 إلى 2015–16. في 2015–16، لعب غرين ما يقرب من 20 بالمائة من دقائقه في هذا الدور، مع تفوق المحاربين على مواعيدهم بمعدل 26.6 نقطة لكل 48 دقيقة. على الرغم من أنه لعب دورًا أقل في الهجوم لموسم 2016–2017، وذلك بفضل إضافة أفضل لاعب سابقًا كيفن دورانت، فقد تقدم خطوة للأمام في الدفاع، وفاز أخيرًا بجائزة إن بي أي مدافع السنة التي كان يتوق إليها بعد موسمين متتاليين في المركز الثاني لكواي لانرد. يُقال إن غرين قد لعب دورًا مهمًا في تجنيد كيفن ديورانت للانضمام إلى ووريورز.
يُنظر إليه على نطاق واسع على أنه «القلب والروح» العاطفية والتحفيزية للووريورز ويشتهر بقيادته الصوتية في الملعب وفي غرفة خلع الملابس. مع اقتراب فريق ووريورز من نهاية موسم 2015–16 الذي سجل أرقامًا قياسية، كان غرين صريحًا بشأن رغبته في تحطيم سجل انتصارات شيكاغو بولز على الإطلاق، وسعى للحصول على مساهمة زملائه في الفريق للتأكد من نجاح الفريق في الدفع نحو الهدف معا. تم الاستشهاد بتناغم غرين وكاري في الملعب كمفتاح لتحسين ووريورز في 2015–16، حيث انسجمت رغبة غرين الصريحة والنارية مع ثقة كاري الأكثر هدوءًا وعنادًا لمنح الفريق «ثنائيًا - وفي بعض الأحيان مبارزة - الكلاب المهيمنة» التي تدعم بشكل متبادل في النهاية. في عام 2016، بعد الفوز في مباراة ضد 55-6 ووريورز آنذاك قال كوبي براينت إن الووريورز يحتاجون إلى شخصية غرين النارية لمواصلة الفوز.
بسبب لعبه الجسدي الشديد، بما في ذلك العديد من الحوادث المشهورة من اللعب البدني في التصفيات، انتقده البعض على أنه لاعب «قذر». غالبًا ما يكون غرين من بين متصدري الدوري في الأخطاء الفنية.

## إنجازات وجوائز

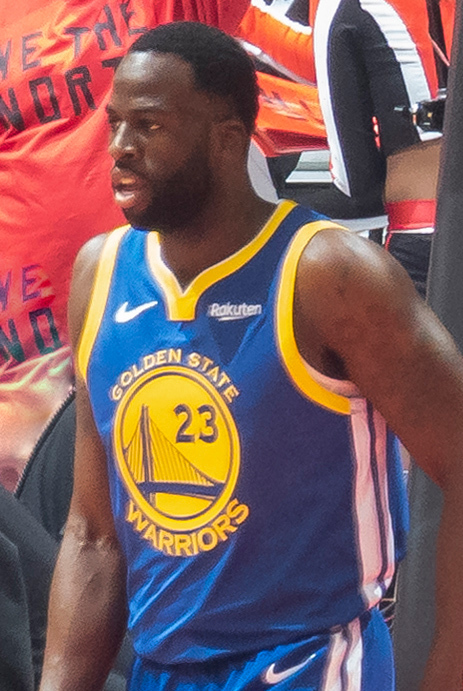
غرين في عام 2019

- 4× بطل الدوري الأمريكي للمحترفين: 2015، 2017، 2018، 2022
- 4× إن بي أي أول-ستار: 2016، 2017، 2018، 2022
- 2× اختيار أول-إن بي أي:
  - الفريق الثاني: 2016
  - الفريق الثالث: 2017
- أفضل لاعب دفاعي في الدوري الأمريكي للمحترفين: 2017
- 7× اختيار إن بي أي أول-ديفنسيف:
  - 4× الفريق الأول: 2015، 2016، 2017، 2021
  - 3× الفريق الثاني: 2018، 2019، 2022
- قائد إن بي أي بخطف الكرات: 2017
- لاعب إن بي أي الوحيد الذي سجل ثلاثية مزدوجة مع أقل من 10 نقاط مسجلة[30]

## إحصائيات المهنة

### الدوري الأمريكي للمحترفين

#### موسم عادي
| السنة    | الفريق                  | لعب | بدأ | دقيقة | ميداني% | ثلاثية | حرة  | ارتداد | صنع | استلاب | تصدي | نقطة |
| -------- | ----------------------- | --- | --- | ----- | ------- | ------ | ---- | ------ | --- | ------ | ---- | ---- |
| 2012–13  | غولدن ستيت [الإنجليزية] | 79  | 1   | 13.4  | .327    | .209   | .818 | 3.3    | .7  | .5     | .3   | 2.9  |
| 2013–14  | غولدن ستيت [الإنجليزية] | 82* | 12  | 21.9  | .407    | .333   | .667 | 5.0    | 1.9 | 1.2    | .9   | 6.2  |
| 2014–15  | غولدن ستيت [الإنجليزية] | 79  | 79  | 31.5  | .443    | .337   | .660 | 8.2    | 3.7 | 1.6    | 1.3  | 11.7 |
| 2015–16  | غولدن ستيت [الإنجليزية] | 81  | 81  | 34.7  | .490    | .388   | .696 | 9.5    | 7.4 | 1.5    | 1.4  | 14.0 |
| 2016–17  | غولدن ستيت [الإنجليزية] | 76  | 76  | 32.5  | .418    | .308   | .709 | 7.9    | 7.0 | 2.0*   | 1.4  | 10.2 |
| 2017–18  | غولدن ستيت [الإنجليزية] | 70  | 70  | 32.7  | .454    | .301   | .775 | 7.6    | 7.3 | 1.4    | 1.3  | 11.0 |
| 2018–19  | غولدن ستيت [الإنجليزية] | 66  | 66  | 31.3  | .445    | .285   | .692 | 7.3    | 6.9 | 1.4    | 1.1  | 7.4  |
| 2019–20  | غولدن ستيت [الإنجليزية] | 43  | 43  | 28.4  | .389    | .279   | .759 | 6.2    | 6.2 | 1.4    | .8   | 8.0  |
| 2020–21  | غولدن ستيت [الإنجليزية] | 63  | 63  | 31.5  | .447    | .270   | .795 | 7.1    | 8.9 | 1.7    | .8   | 7.0  |
| 2021–22  | غولدن ستيت [الإنجليزية] | 46  | 44  | 28.9  | .525    | .296   | .659 | 7.3    | 7.0 | 1.3    | 1.1  | 7.5  |
| مسيرة    | مسيرة                   | 685 | 535 | 28.5  | .441    | .315   | .712 | 6.9    | 5.4 | 1.4    | 1.0  | 8.7  |
| أول-ستار | أول-ستار                | 3   | 0   | 15.7  | .375    | .000   | .750 | 5.7    | 2.7 | 2.0    | .7   | 3.0  |

#### تصفيات
| السنة             | الفريق                  | لعب | بدأ | دقيقة | ميداني% | ثلاثية | حرة  | ارتداد | صنع | استلاب | تصدي | نقطة |
| ----------------- | ----------------------- | --- | --- | ----- | ------- | ------ | ---- | ------ | --- | ------ | ---- | ---- |
| 2013 [الإنجليزية] | غولدن ستيت [الإنجليزية] | 12  | 1   | 18.6  | .429    | .391   | .765 | 4.3    | 1.6 | .5     | .8   | 5.8  |
| 2014 [الإنجليزية] | غولدن ستيت [الإنجليزية] | 7   | 4   | 32.6  | .467    | .276   | .792 | 8.3    | 2.9 | 1.7    | 1.7  | 11.9 |
| 2015 [الإنجليزية] | غولدن ستيت [الإنجليزية] | 21  | 21  | 37.3  | .417    | .264   | .736 | 10.1   | 5.2 | 1.8    | 1.2  | 13.7 |
| 2016 [الإنجليزية] | غولدن ستيت [الإنجليزية] | 23  | 23  | 38.2  | .431    | .365   | .738 | 9.9    | 6.0 | 1.6    | 1.8  | 15.4 |
| 2017 [الإنجليزية] | غولدن ستيت [الإنجليزية] | 17  | 17  | 34.9  | .447    | .410   | .687 | 9.1    | 6.5 | 1.8    | 1.6  | 13.1 |
| 2018 [الإنجليزية] | غولدن ستيت [الإنجليزية] | 21  | 21  | 39.0  | .432    | .266   | .796 | 10.6   | 8.1 | 2.0    | 1.5  | 10.8 |
| 2019 [الإنجليزية] | غولدن ستيت [الإنجليزية] | 22  | 22  | 38.7  | .498    | .228   | .718 | 10.1   | 8.5 | 1.5    | 1.5  | 13.3 |
| 2022              | غولدن ستيت [الإنجليزية] | 22  | 22  | 32.0  | .479    | .205   | .638 | 7.2    | 6.3 | 1.1    | 1.0  | 8.0  |
| مسيرة             | مسيرة                   | 145 | 131 | 35.0  | .448    | .306   | .727 | 9.0    | 6.2 | 1.5    | 1.4  | 11.8 |

### كلية
| السنة                | الفريق        | لعب | بدأ | دقيقة | ميداني% | ثلاثية | حرة  | ارتداد | صنع | استلاب | تصدي | نقطة |
| -------------------- | ------------- | --- | --- | ----- | ------- | ------ | ---- | ------ | --- | ------ | ---- | ---- |
| 2008–09 [الإنجليزية] | ميشيغان ستيت ‏ | 37  | 0   | 11.4  | .556    | .000   | .615 | 3.3    | .8  | .6     | .2   | 3.3  |
| 2009–10 [الإنجليزية] | ميشيغان ستيت ‏ | 37  | 3   | 25.5  | .525    | .125   | .672 | 7.7    | 3.0 | 1.2    | .9   | 9.9  |
| 2010–11 [الإنجليزية] | ميشيغان ستيت ‏ | 34  | 27  | 30.1  | .426    | .366   | .683 | 8.6    | 4.1 | 1.8    | 1.1  | 12.6 |
| 2011–12 [الإنجليزية] | ميشيغان ستيت ‏ | 37  | 36  | 33.2  | .449    | .388   | .723 | 10.6   | 3.8 | 1.5    | .9   | 16.2 |
| مسيرة                | مسيرة         | 145 | 66  | 25.0  | .467    | .361   | .687 | 7.6    | 2.9 | 1.2    | .8   | 10.5 |

## مهنة البث
بدأ غرين البودكاست الخاص به، ذا درايموند غرين شو (The Draymond Green Show)، في نوفمبر 2021. في يناير 2022، وقع صفقة متعددة السنوات ليكون محللًا ومساهمًا في تيرنير سبورت، والتي تتضمن الظهور في الموسم على برنامج إنسايد ذا إن بي أي.

## حياة شخصية
غرين هو ابن ماري بابرز ووالاس ديفيس. زوج والدته هو ريموند غرين، وله شقيقان، توريان هاريس وبرايلون غرين، وثلاث أخوات، لاتويا بابرز، جوردن ديفيس، وغابي ديفيس. لعب هاريس كرة السلة لصالح نبراسكا-أوماها من 2009 إلى 2011.
لدى غرين طفل واحد، ولد مع صديقته آنذاك جيليسا هاردي. غرين مرتبط الآن بالممثلة هازل رينيه ولديها طفلان.
خلال الفترة التي قضاها في جامعة ولاية ميشيغان، تدرب جرين مع فريق كرة القدم ولاية ميشيغان سبارتان وكان يشارك في لعبتين خلال مباراة كرة القدم في الربيع الأخضر والأبيض 2011 ولعب نهاية ضيقة.
في صيف عام 2012، انتقل غرين إلى شقة في إميرفيلي، كاليفورنيا. اعتبر غرين أن العيش في سان فرانسيسكو مُكلف للغاية كما فعل معظم زملائه في فريق ووريورز وأوضح اختياره لشقة متواضعة: «لقد كنت فقير في حياتي كلها. لن أعيش نفس الحياة، لكنني سأحافظ على نفس المبادئ».
يعرّف غرين نفسه بأنه مسيحي.
في 14 سبتمبر 2015، تبرع غرين بـ 3.1 مليون دولار لجامعة ولاية ميتشيغان، وهو أكبر تعهد من رياضي في تاريخ المدرسة، للمساعدة في بناء مرفق جديد لألعاب القوى وتمويل برنامج هِبات للمنح الدراسية.
في 10 يوليو 2016، تم القبض على غرين بتهمة الاعتداء في إيست لانسينغ بولاية ميشيغان. في الليلة السابقة، واجه مواجهة مع الظهير الدفاعي لولاية ميشيغان جيرمين إدموندسون. يشير تقرير الاعتقال إلى أن غرين ذهب إلى حانة ريك واصطدم بإدموندسون. بعد تبادل لفظي، زُعم أن اثنين من مساعدي غرين خنقوا إدموندسون وصديقته. في الليلة التالية، حضر كل من غرين وإدموندسون مطعم كوناردز غريل في إيست لانسينغ حيث واجه إدموندسون غرين حول الحادث في الليلة السابقة. وزُعم أن غرين قام بضرب إدموندسون في صدره وقام بصفعه أو لكمه في وجهه. وذكر الضباط الذين قاموا بالاعتقال أن غرين لديه مستوى كحول في الدم يبلغ.10 واعترف بصفع إدموندسون وطلب الاعتذار للضحية. بعد دفع كفالة 200 دولار، أطلق سراح غرين بعد أربع ساعات من القبض عليه.

## روابط خارجية
- درايموند غرين على موقع الاتحاد الدولي لكرة السلة (الإنجليزية)
- درايموند غرين على موقع إن بي أي (الإنجليزية)
- درايموند غرين على موقع سبورتس رفرنس (الإنجليزية)
- درايموند غرين على موقع كرة السلة الأوروبية.كوم (الإنجليزية)
- درايموند غرين على موقع إي إس بي إن.كوم (الإنجليزية)
- درايموند غرين على موقع كلية كرة السلة في سبورتس رفرنس.كوم (الإنجليزية)
- درايموند غرين على موقع ريلجم (الإنجليزية)
- درايموند غرين على موقع بروبوليرز (الإنجليزية)
- درايموند غرين على موقع سبورتس رفرنس (الإنجليزية)
- درايموند غرين على موقع اللجنة الأولمبية الدولية (الإنجليزية)